# Anopheles calderoni
Anopheles calderoni är en tvåvingeart som beskrevs av Wilkerson 1991. Anopheles calderoni ingår i släktet Anopheles och familjen stickmyggor.
Artens utbredningsområde är Peru. Inga underarter finns listade i Catalogue of Life.